# Wojciech Bogoria
Wojciech Bogoria herbu Bogoria (ur. 1274, zm. 1316) – wojewoda sandomierski w latach 1306–1316.

## Życiorys
Był synem wojewody krakowskiego Piotra Bogorii, bratem wojewody krakowskiego Mikołaja Bogorii i arcybiskupa gnieźnieńskiego Jarosława Bogorii. Był właścicielem Nowego Żmigrodu.
Jego syn Jakub Bogoria - podkomorzy sandomierski był właścicielem Łubna, Łubienka i innych miejscowości koło Nowego Żmigrodu.